# Meadow Soprano
Meadow Mariangela Soprano – fikcyjna postać z serialu „Rodzina Soprano” grana przez Jamie-Lynn Sigler.
Meadow jest pierwszym dzieckiem Tony’ego Soprano i Carmeli Soprano. Jest inteligentną, atrakcyjną i pełną animuszu kobietą. Uczęszcza na Uniwersytet Columbia, i pracuje jako wolontariuszka w Centrum Prawnym w Południowym Bronksie. Od czasu zakończenia szkoły średniej Meadow nie potrafi się zdecydować pomiędzy karierą prawnika a pediatry (na którą namawia ją ojciec).
Z drugiej strony Meadow często przeszkadza jej pochodzenie i rodzina. Zaczęło się od jej pierwszego chłopaka, Noaha Tannenbauma, kolegi ze studiów który był żydowskim Afroamerykaninem. Tony wyraził się rasistowsko na jego temat, a potem ojciec Noaha wydawał się być niezadowolony ze sposobu na życie rodziny Soprano. Następnym nieudanym związkiem Meadow była miłość do Jackiego Aprile Jr., syna przyjaciela Tony’ego. Jackie nie był świętym, zdradzał Meadow i zabił członka mafii podczas napadu.
Po tym wydarzeniu, Ralph Cifaretto, wysłał zabójcę, Vita Spatafore aby zabił Jackiego Jr. Kiedy Jackie ukrywał się przed wszystkimi, Vito znalazł go, zaszedł od tyłu i strzelił w tył głowy zabijając go na miejscu. Potem opisano to jako porachunki dilerów narkotykowych, w którą to wersję Meadow ostatecznie uwierzyła.
Krótko przed jego śmiercią Meadow odkryła, że Jackie ją zdradzał, ale mimo wszystko bardzo przeżyła jego śmierć, i oskarżyła Tony’ego, że pozwolił Jackiemu wejść do świata przestępczego i Carmelę o to, że popiera Tony’ego. Ironią jest to, że Tony robił wszystko co w jego mocy, aby powstrzymać Jackiego przed wejściem w świat mafii. Obiecał nawet jego ojcu, zanim umarł, że nigdy do tego nie dopuści.
Kiedy była nastolatką często przeszkadzała jej praca ojca i zaangażowanie w to rodziny. Jednak z czasem przekonuje się i zaczyna uważać, że Cosa Nostra jest kulturalną „tradycją” która powstała po dyskryminacji biednych ludzi i przeciwstawiała się ich oprawcom. Jej życie osobiste stabilizuje się, gdy na studiach poznaje Finna DeTrolio, studenta dentystyki, którego jej ojciec akceptuje.
Meadow wydaje się być jedyną uczciwą postacią w serialu. Jest inteligentna, odnosi sukcesy i jest spostrzegawcza, jak Tony. W przeciwieństwie do jej matki i brata jest niezależna. Jest prawdopodobnie jedyną postacią, której los nie jest związany z Rodziną DiMeo.